# Punta Gerla
La Punta Gerla (3.086 m s.l.m.) è una montagna della Catena Monte Leone-Blinnenhorn nelle Alpi Lepontine. Si trova lungo il confine tra l'Italia e la Svizzera.

## Caratteristiche
La montagna è collocata lungo la cresta che dal monte Cervandone sale verso nord-est e separa la valle Devero dalla Binntal. Il passo Marani (3.051 m) la separa dalla vicina punta Marani (3.108 m).

## Salita alla vetta
Si può salire sulla vetta partendo dall'Alpe Devero e magari utilizzando il Rifugio Castiglioni.